# Секретная война
Secret War (рус. Тайная война) — комикс из пяти выпусков, изданный Marvel Comics. Серия была написана Брайаном Майклом Бендисом и нарисована Габриэлем Дель’Отто. Она отдалённо основана на секретных операциях, рассказанных Бендису в детстве анонимным высокопоставленным офицером из разведки США.
Сюжет включает масштабный супергеройский кроссовер с участием таких персонажей Marvel Comics, как Человек-Паук, Капитан Америка, Росомаха, Сорвиголова, Люк Кейдж и Ник Фьюри, сражающихся с массой суперзлодеев, получивших от загадочного благодетеля высокотехнологичное оружие.
Первый выпуск был издан в апреле 2004, и, хотя планировалось публиковать по два выпуска в месяц, последовали долгие задержки. Последний пятый выпуск вышел 21 месяц спустя, в декабре 2005.
Последствия серии были отражены в серии «The Pulse» (Пульс), а многих из этих персонажей Бендис использовал в своём комиксе «New Avengers» (Новые Мстители).
Сюжет в Secret War не имеет никакого отношения к оригинальным минисериям-кроссоверам «Secret Wars» (Тайные войны) и «Secret Wars II», изданным Marvel в середине 1980-х, хотя название явно навеяно ими. Те истории получили собственное духовное продолжение в «Beyond!» (По ту сторону!), изданной в 2006.
Бендис заметил, что Тайная война связана с Тайным вторжением, где скруллы внедрились в несколько земных организаций.

## Сюжет
В 2003 году директор международной службы безопасности Щ.И.Т. Ник Фьюри выявляет тайный план латверийского премьер-министра Лючии фон Бардас снабдить группу второстепенных суперзлодеев передовыми технологиями, предположительно, оставшимися от предыдущего диктатора Латверии Доктора Дума (который в то время был заточён в аду), чтобы посеять ужас на территории США. Фьюри немедленно сообщает об этом американскому президенту, но в просьбе о предоставлении полномочий свергнуть пост-думовское правительство Латверии ему отказано, ввиду его спонсирования правительством США. Фьюри в ярости, считая, что это приведёт к очередному 11 сентября.
Фьюри вербует Капитана Америку, Человека-паука, Сорвиголову, Чёрную вдову, Люка Кейджа, Росомаху и сверхчеловеческого агента Щ.И.Т. Дейзи Джонсон, чтобы в частном порядке попытаться тайно свергнуть правительство Латверии.
Год спустя на Нью-Йорк обрушивается массовый ответный удар, в результате которого Люк Кейдж впадает в кому, а Фьюри и отряд нью-йоркских героев сталкиваются с киборгом фон Бардас и её высокотехнологичной армией. Атака оказывается ловушкой для местных супергероев, когда фон Бардас приводит в действие высокотехнологичную бомбу, связанную со снаряжением, выданным её армии суперзлодеев.
Дейзи Джонсон убивает фон Бардас, бомба обезврежена, армия суперзлодеев побеждена и арестована. Капитан Америка незамедлительно требует от Ника Фьюри ответов, что случилось. Вскоре к ним присоединяются Люди Икс и Росомаха, который нападает на Фьюри, но тот оказывается роботом. Настоящий Ник Фьюри уже сбежал. Через робота Фьюри открывает правду о вторжении в Латверию и то, что героям (за исключением агентов Щ.И.Т. Чёрной Вдовы и Дейзи Джонсон) после этого промыли мозги. Затем он сообщает, что они видят его в последний раз и он надеется, участники его авантюры поймут, что он сделал то, что должен был.
Его замена на посту директора Щ.И.Т. Мария Хилл узнаёт детали истории путём допроса агента Джонсон в настоящем времени, средстве оформления истории.

## Участники
Персонажи, принимавшие участие в Секретной войне:
- Ник Фьюри
- Люк Кейдж
- Капитан Америка
- Сорвиголова
- Человек-паук
- Росомаха
- Чёрная вдова